# ليمون (كولورادو)
ليمون (بالإنجليزية: Limon)‏ هي بلدة تقع في مقاطعة لينكون، كولورادو بولاية كولورادو في الولايات المتحدة. تبلغ مساحتها 4.8 (كم²)، وترتفع عن سطح البحر 1639 م، بلغ عدد سكانها 1880 نسمة في عام 2010 حسب إحصاء مكتب تعداد الولايات المتحدة .

## وصلات خارجية
- Town of Limon
- The US50 - Cities and Towns in Colorado State
- Colorado Cities and Towns, Facts, Map, Flag, Colleges, Government, and More